# Corydoras aurofrenatus
Corydoras aurofrenatus es una especie de pez de la familia Callichthyidae en el orden de los Siluriformes.

## Distribución geográfica
Se encuentran en Sudamérica: en el río Paraguay, en el centro del Paraguay y el norte de la Argentina.